# Robert Jonquet
Pour les articles homonymes, voir Jonquet.
Robert Jonquet est un footballeur international puis entraîneur français, né le 3 mai 1925 à Paris et mort le 17 décembre 2008 à Reims. Jouant au poste de défenseur, il est considéré comme l'un des meilleurs joueurs à son poste.
Il effectue l'essentiel de sa carrière au Stade de Reims, où il remporte cinq championnats et deux Coupes de France, disputant aussi deux fois la finale de Coupe d'Europe des clubs champions, après s'être distingué en Coupe Latine (trois finales perdues ainsi face au Real Madrid, en 1955, 1956, et 1959).
Avec l'équipe de France, il participe à la Coupe du monde 1954 et termine troisième de la Coupe de monde 1958, puis quatrième du Championnat d'Europe 1960.

## Biographie et carrière
Robert Jonquet prend ses premières licences au Plessis-Robinson et à la SS Voltaire Châtenay-Malabry. Remarqué par le Stade de Reims à 17 ans, il y joue en junior jusqu'en 1945 avant d'intégrer l'équipe professionnelle après la guerre. Il reste dans le club champenois pendant dix-huit ans.

### Le capitaine du Stade de Reims

Robert Jonquet lors du match TFC-Stade de Reims, en 1950.

Robert Jonquet, défenseur central aux qualités physiques moyennes (1,76 m pour 70 kg) surtout admiré pour son style élégant, connaît avec les Rémois, dont il est longtemps le capitaine, la grande époque du « football champagne » des années 1950, sous les ordres d'Albert Batteux, avec cinq titres de champion de France à la clé (1949, 1953, 1955, 1958 et 1960). Reims et Jonquet remportent également deux Coupes de France, en 1950 contre le RC Paris (2-0) et en 1958 contre Nîmes (3-1).
Reims fait alors partie des plus grands clubs européens, et Jonquet participe à la victoire en Coupe Latine en 1953, et à la finale de 1955. Lorsque la Coupe des clubs champions européens est créée en 1956, Reims parvient en finale contre le Real Madrid de Di Stéfano, mais les coéquipiers de Jonquet (Raymond Kopa, Robert Siatka) ne parviennent pas à l'emporter au Parc des Princes (3-4). Reims réédite sa performance en 1959. De nouveau, au Neckarstadion de Stuttgart, le Real Madrid vient à bout du club français dont l'attaque (Vincent-Fontaine-Piantoni) reste muette (0-2). Jonquet est le seul joueur rémois à avoir disputé ces quatre finales continentales (deux en Coupe Latine et deux en C1).

### En équipe nationale
Jonquet débute en équipe de France à vingt-quatre ans, contre l'Italie, à Colombes : la charnière défensive rémoise (Roger Marche-Robert Jonquet) ne peut empêcher la défaite face aux Azzurri (1-3). Le 3 octobre 1951, il participe à un match amical contre l'Angleterre : par sa défense solide, il contribue à arracher le nul (2-2) et gagne le surnom de « héros de Highbury ».
Il participe ensuite à deux phases finales de Coupe du monde. En 1954, il ne joue que l'un des deux matches du premier tour, au terme duquel les Tricolores sont éliminés : contre la Yougoslavie (0-1), Jonquet porte cependant pour la première fois le brassard de capitaine.
En revanche, il participe pleinement au parcours de 1958, en Suède, et dispute cinq des six rencontres, toujours comme capitaine. En effet, en demi-finale face au Brésil, alors que le score est de un partout, Jonquet subit une double fracture du péroné à la suite d'un tacle de Vavá. Comme le règlement n'autorise pas encore les remplacements, Jonquet reprend sa place sur la pelouse après une infiltration de novocaïne. La blessure handicape toutefois lourdement les Français et joue un grand rôle dans l'élimination par les coéquipiers de Pelé (2-5). Jonquet ne peut participer au match pour la troisième place, qui voit la France battre la RFA.
Après 58 sélections, dont neuf en tant que capitaine, la carrière internationale de Robert Jonquet s'achève avec l'échec en demi-finale du premier Championnat d'Europe des Nations, en 1960 au Parc des Princes, contre la Yougoslavie. Lors de la petite finale, au stade vélodrome de Marseille, la France est battue par la Tchécoslovaquie et termine quatrième.

### Entraîneur

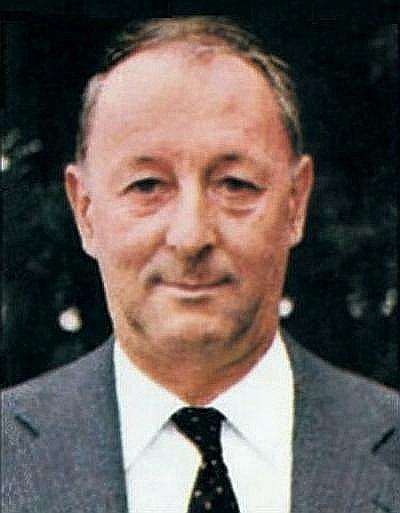
Robert Jonquet en 1980-81.

Il rejoint le Racing Club de Strasbourg en D2 en 1960 pour y terminer sa carrière de joueur. Le Racing est promu lors de cette saison 1960-1961. Le retour de Strasbourg en première division s'annonce bien (avec une victoire en Coupe d'Alsace, compétition amicale locale, dans l'été 1961), mais le début de saison est difficile. L'entraîneur Émile Veinante est remercié, et Jonquet est nommé entraîneur, cumulant la fonction avec son rôle de défenseur, et il parvient à éviter la relégation.
Jonquet raccroche les crampons et reste entraîneur de Strasbourg jusqu'en 1964. En 2022, le magazine So Foot le classe dans le top 1000 des meilleurs joueurs du championnat de France, à la 93e place.
Il revient en effet à Reims, en difficulté, dans les années 1960. Il remporta le championnat de deuxième division en 1966, mais le Stade de Reims est de nouveau relégué dès la saison suivante.
Robert Jonquet a entraîné ensuite les aubois de l'US romillonne de Romilly-sur-Seine, puis des clubs marnais évoluant en Division 3, le RC Epernay et le CO Châlons-sur-Marne, avant de revenir de septembre 1980 à août 1981, en duo avec Léon Desmenez à la tête du Stade de Reims. Ce sera sa dernière expérience d'entraîneur. 
Toujours proche par la suite de son ancien club, et résident à Reims, Jonquet déplore le rôle grandissant de l'argent dans le football et la perte de valeurs et de l'esprit d'équipe chez les joueurs, mais aussi chez les supporters.
Après la reconstruction du stade Auguste-Delaune, une tribune est inaugurée et baptisée le 28 février 2008 en hommage à Robert Jonquet, qui meurt le 17 décembre 2008, deux semaines après l'inauguration de l'enceinte (5 décembre).

## Palmarès joueur

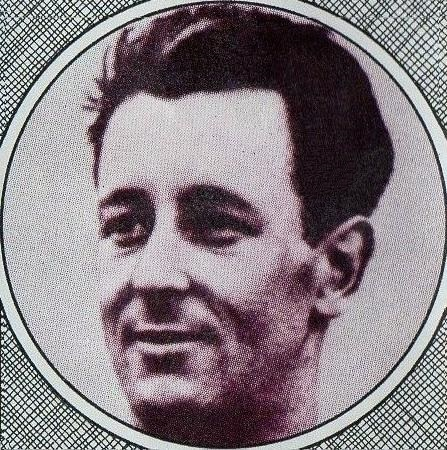
Robert Jonquet.

### Avec le Stade de Reims
- Vainqueur de la Coupe Latine en 1953
- Champion de France en 1949, 1953, 1955, 1958 et 1960
- Vainqueur de la Coupe de France en 1950 et 1958
- Vainqueur du Challenge des Champions en 1955, 1958 et 1960
- Vainqueur de la Coupe Charles Drago en 1954
- Finaliste de la Coupe d'Europe des Clubs Champions en 1956 et 1959
- Finaliste de la Coupe Latine en 1955
- Vice-champion de France en 1947 et 1954

### En équipe de France
- 58 sélections entre 1947 et 1960 - 9 fois capitaine[12]
- Participation à la Coupe du Monde en 1958 (3e)
- Participation au Championnat d'Europe des Nations en 1960 (4e)

### Autre
- 1 sélection le 13 août 1955 avec le Reste de l'Europe contre la Grande-Bretagne et une victoire 4-1 au Windsor Park de Belfast

## Palmarès entraîneur
- Vainqueur de la Coupe de la Ligue en 1964 avec le RC Strasbourg
- Champion de France de Division 2 en 1966 avec le Stade de Reims